# Эскадренные миноносцы типа I
Эскадренные миноносцы типа I — тип эскадренных миноносцев, состоявший на вооружении Королевских ВМС Великобритании в предвоенные годы и в период Второй мировой войны. Девятая (и последняя) серия британских межвоенных серийных эсминцев (т. н. «стандартные» эсминцы). В качестве лидера флотилии был спроектирован эсминец HMS Inglefield. В 1938 году по данному проекту четыре корабля были заказаны ВМФ Турции. Два из них были приобретены правительством Великобритании, ещё два переданы заказчику в 1942 году. В годы войны погибло и было объявлено безвозвратной потерей 7 кораблей этого типа, включая предназначавшийся для Турции HMS Ithuriel.

## История создания и особенности конструкции

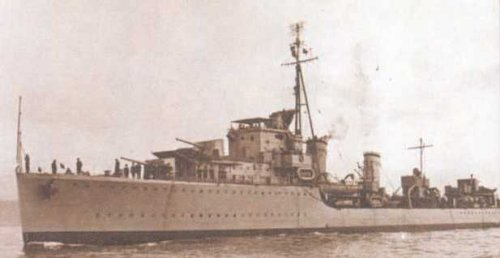
Турецкий эскадренный миноносец «Sultanhisar», 1941 год

Эскадренные миноносцы типа I представляли собой разновидность предыдущих типов G и H, отличаясь внедрением пятитрубных торпедных аппаратов. Для компенсации возросшего «верхнего» веса во внутренних помещениях части кораблей пришлось укладывать балласт, у большинства установили систему водяного балласта, отсеки которой должны принимать воду при водоизмещении меньше 1660 дл. тонн. Кроме того, на всех кораблях, кроме лидера флотилии, HMS Inglefield (отличавшегося увеличенными размерами и расширенным составом артиллерии главного калибра), устанавливались мостики нового типа, испытанные на эсминцах HMS Hero и HMS Hereward. Эсминцы вышли на 6000-11 000 £ дороже, чем предыдущий тип. «Impulsive», «Ivanhoe» и «Intrepid» были оборудованы для минных постановок и могли принять на борт до 60 мин заграждения.
Корабли строились по программе 1935 года, заложены на различных верфях в 1936 и вошли в состав флота в течение 1937—1938 гг. Корабли типа «I» для ВМФ Турции заложены в 1939, завершены строительством в 1942 году, отличались тем что все приборы и система управления огнём были не в британской (футовой), а в метрической системе измерения.

## Конструкция

### Архитектурный облик

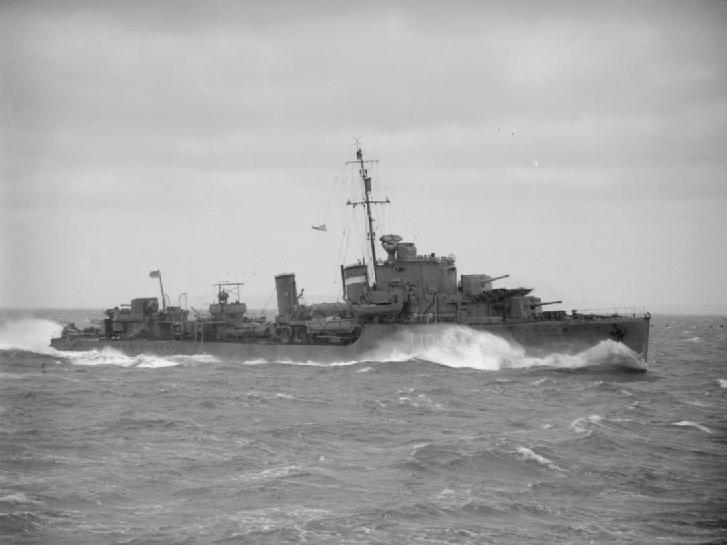
Эскадренный миноносец HMS Intrepid, 1942 год

Эсминцы типа «I» стали повторением типа «Н», отличаясь лишь установкой новых пятитрубных торпедных аппаратов.

### Вооружение
Главный калибр состоял из четырёх 120-мм орудий Mark IX** с длиной ствола 45 калибров на установках CP XVII. Максимальный угол возвышения 40°, снижения 10°. Масса снаряда 22,7 кг, начальная скорость 807 м/с. Орудия обладали скорострельностью 10 — 12 выстрелов в минуту. Система управления артогнём состояла из трёхметровый дальномер MS.20 и ПУАО — «директор для эсминцев» (DCT) Mk.I.

#### Зенитное вооружение
Зенитное вооружение составляла пара счетверённых 12,7-мм пулемётов Vickers .50.

#### Торпедное вооружение
Торпедное вооружение включало в себя два 533-мм пятитрубных торпедных аппарата PR.I.

#### Противолодочное вооружение
Противолодочное вооружение состояло из гидролокатора, бомбосбрасывателя, двух бомбомётов, двадцати глубинных бомб.

### Энергетическая установка

#### Главная энергетическая установка
Главная энергетическая установка включала в себя три трёхколлекторных Адмиралтейских котла (Р = 21 кг/см², Т = 327°С), на «Hyperion» два Адмиралтейских котла и один котел Джонсона, и два одноступенчатых турбозубчатых агрегата Парсонса. Размещение ГЭУ — линейное. Котлы размещались в изолированных отсеках, турбины — в общем машинном отделении, при этом редукторы были отделены от турбин водонепроницаемой переборкой.

#### Дальность плавания и скорость хода
Проектная мощность составляла 34 000 л. с., что должно было обеспечить скорость хода (при полной нагрузке) в 31,5 узла, максимальная скорость при неполной нагрузке — 35,5 узла.
Запас топлива хранился в восьми топливных танках, вмещавших 470 длинных тонны мазута, что обеспечивало дальность плавания 5530 миль 15-узловым ходом или 2950 миль 20-узловым. Дальность плавания на полном ходу составляла порядка 1270 миль.

## Служба и модернизации

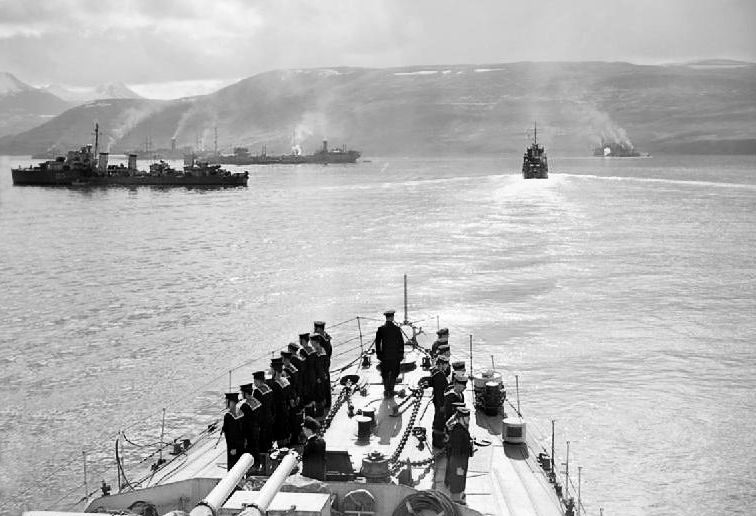
Конвой PQ-17, за эсминцем Icarus виден танкер «Азербайджан»

После испытания была выявлена недостаточная остойчивость эсминцев и необходимость 33 тонн балласта. На часть эсминцев его уложили, на части установили цистерны водного балласта, в которые надо было принять воду, как только водоизмещение эсминцев будет меньше 1660 дл. тонн.
Эсминцы типа «I» приняли активное участие в боевых действиях Второй мировой войны. Включая предназначавшиеся для Турции единицы, в ходе войны было потеряно 7 кораблей, в том числе 4 — в результате атак авиации, по одному — в результате подрыва на морской мине, атаки человеко-торпеды противника и столкновения с другим кораблём.
Во время своей службы корабли неоднократно меняли состав своего вооружения. Для усиления противовоздушной обороны в 1940 кормовой торпедный аппарат был снят и заменён на 76-мм зенитное орудие.

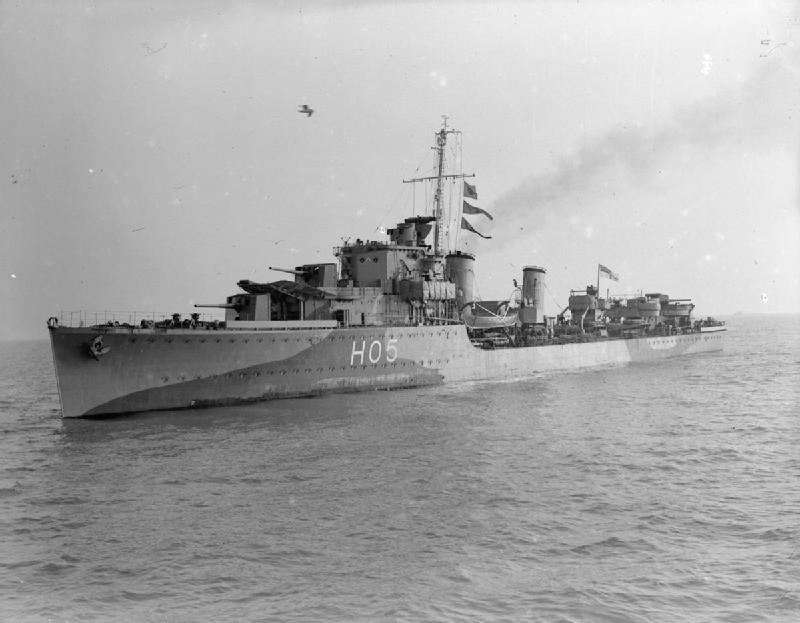
Эскадренный миноносец HMS Ithuriel, 1942 год

В 1942 на HMS Icarus, HMS Ilex, HMS Isis, HMS Impulsive и HMS Intrepid из оставшегося торпедного аппарата была демонтирована средняя труба. В 1943 на этих же кораблях снято кормовое орудие главного калибра и увеличено до 4 число бомбомётов. Запас глубинных бомб увеличился до 70. Одновременно они получили на вооружение реактивный бомбомёт «Хеджехог» — на HMS Icarus вместо орудия главного калибра на позиции «А», а на HMS Ilex, HMS Isis, HMS Impulsive и HMS Intrepid — вместо орудия «В». На четырёх последних по бокам от «Хеджехога» дополнительно были установлены по две скорострельные 57-мм противокатерные пушки «Гочкис». Для уменьшения «верхнего» веса на всех кораблях демонтировали 76-мм орудия.
Лёгкое зенитное вооружение постепенно наращивалось за счёт установки 20-мм зенитных автоматов «Эрликон». К концу войны уцелевшие корабли типа «I» несли по 6 «эрликонов». На HMS Icarus пришлось уложить 60 дл. тонн твёрдого балласта.

## Список эсминцев типа[3][8][9]

#### Лидер флотилии
| Номер вымпела | Название       | Верфь-строитель | Дата закладки  | Дата спуска на воду | Дата вступления в состав флота | Дата вывода из состава флота/гибели | Судьба                                                       |
| ------------- | -------------- | --------------- | -------------- | ------------------- | ------------------------------ | ----------------------------------- | ------------------------------------------------------------ |
| D02           | HMS Inglefield | Cammell Laird   | 29 апреля 1936 | 15 октября 1936     | 25 июня 1937                   | 25 февраля 1944                     | Потоплен германской планирующей бомбой Hs 293 в районе Анцио |

#### Серийные корабли
| Номер вымпела | Название      | Верфь-строитель             | Дата закладки | Дата спуска на воду | Дата вступления в состав флота | Дата вывода из состава флота/гибели | Судьба |
| ------------- | ------------- | --------------------------- | ------------- | ------------------- | ------------------------------ | ----------------------------------- | --- |
| D03           | HMS Icarus    | John Brown & Company        | март 1936     | 26 ноября 1936      | 3 мая 1937                     | 1946                                | Исключён из состава флота, разобран на металл                                                                                               |
| D61           | HMS Ilex      | John Brown & Company        | март 1936     | 28 января 1937      | 7 июля 1937                    | 1946                                | Исключён из состава флота, разобран на металл                                                                                               |
| D44           | HMS Imogen    | Hawthorn Leslie and Company | январь 1936   | 30 октября 1936     | июнь 1937                      | 16 июля 1940                        | Столкнулся с лёгким крейсером HMS Glasgow в районе Оркнейских островов и затонул                                                            |
| D09           | HMS Imperial  | Hawthorn Leslie and Company | январь 1936   | 11 декабря 1936     | 30 июня 1937                   | 29 мая 1941                         | В ходе эвакуации Крита потерял управляемость в результате близкого разрыва авиабомбы, оставлен экипажем, добит торпедой эсминца HMS Hotspur |
| D11           | HMS Impulsive | J. Samuel White             | март 1936     | 1 марта 1937        | 29 января 1938                 | 1946                                | Исключён из состава флота, разобран на металл                                                                                               |
| D10           | HMS Intrepid  | J. Samuel White             | январь 1936   | 17 декабря 1936     | 29 июля 1937                   | 27 сентября 1943                    | 26 сентября 1943 тяжело поврежден германской авиацией у острова Лерос в Эгейском море, затонул на следующий день.                           |
| D87           | HMS Isis      | Yarrow                      | февраль 1936  | 12 ноября 1936      | 2 июня 1937                    | 20 июля 1944                        | Потоплен германской человеко-торпедой в заливе Сены                                                                                         |
| D16           | HMS Ivanhoe   | Yarrow                      | февраль 1936  | 11 февраля 1937     | август 1937                    | 1 сентября 1940                     | После подрыва на мине у побережья Нидерландов оставлен экипажем и добит эсминцем HMS Kelvin                                                 |

#### Серийные корабли, строившиеся по заказуТурции
| Номер вымпела | Название                      | Верфь-строитель            | Дата закладки | Дата спуска на воду | Дата вступления в состав флота | Дата вывода из состава флота/гибели | Судьба |
| ------------- | ----------------------------- | -------------------------- | ------------- | ------------------- | ------------------------------ | ----------------------------------- | --- |
| H49           | HMS Inconstant (ex- Muavenet) | Vickers-Armstrongs         | 24 мая 1939   | 24 февраля 1941     | 24 января 1942                 | 1960                                | Приобретён британским правительством 14 ноября 1941, возвращён Турции под прежним названием 9 марта 1946, продан на слом в 1960.                             |
| H05           | HMS Ithuriel (ex- Gayret)     | Vickers-Armstrongs         | 24 мая 1939   | 15 декабря 1940     | 3 марта 1942                   | 27 февраля 1943                     | 27—28 ноября 1942 повреждён германскими бомбардировщиками у мыса Бон, выбросился на мель, официально списан 27 февраля 1943, продан на слом 25 августа 1945. |
| H87           | Sultanhisar                   | William Denny and Brothers | 1939          | 1940                | 1942                           | 1960                                | поставлен Турции в 1942 году |
| H80           | Demirhisar                    | William Denny and Brothers | 1939          | 1941                | 1942                           | 1960                                | поставлен Турции в 1942 году |

## Оценка проекта
| Сравнительные ТТХ эсминцев 30-х                                                |                             |                     |                       |                                         |                          |
| Тип                                                                            | тип «Ле Арди»               | типа I              | тип «Асасио»          | проект 7                                | «тип 1936»               |
| Построено единиц                                                               | 12                          | 8                   | 10                    | 28                                      | 6                        |
| Размерения Д×Ш×О, м                                                            | 117,2×11,10×4,2             | 98,5×10,1×3,80      | 118,5×10,8×3,76       | 112,8×10,2×3,1                          | 123×11,8×4,3             |
| Водоизмещение, т                                                               | 1772/2215                   | 1392/1920           | 1992/2394             | 1612/2215                               | 2411/3415                |
| Артиллерия ГК                                                                  | 130-мм/48 — 3×2             | 120-мм/45 — 4×1     | 127-мм/50 — 3×2       | 130-мм/50 — 4×1                         | 127-мм/45 — 5×1          |
| Зенитная артиллерия                                                            | 37-мм/50 — 2×1, 13-мм — 2×2 | 12,7-мм — 2×4       | 25-мм — 2×2           | 76-мм — 2×1, 45-мм — 2×1, 12,7-мм — 2×1 | 37-мм — 2×2, 20-мм — 6×1 |
| Торпедное вооружение                                                           | 1 × 3, 2 × 2— 550-мм        | 2 × 5 — 533-мм      | 2 × 4 — 610-мм        | 2 × 3 — 533-мм                          | 2 × 4 — 533-мм           |
| Противолодочное вооружение                                                     | 4 БМБ, ?? ГБ                | ГЛ «Асдик», 20 ГБ   | 18 ГБ                 | 25 ГБ                                   | ШП «KDB», 18 ГБ          |
| Энергетическая установка мощность л. с. давление, температура пара кгс/см², °C | ПТ, 58 000, 35, 385         | ПТ, 34 000, 21, 327 | ПТ, 50 000, 22,5, 300 | ПТ, 50 500, 27, 350                     | ПТ, 70 000, 70, 460      |
| Максимальная скорость, узлов                                                   | 37                          | 35,5                | 35                    | 38                                      | 38                       |
| Дальность плавания, морские мили                                               | 6000 на 15 узлах            | 5530 на 15 узлах    | 5700 на 15 узлах      | 2640 на 19,8 узлах                      | 2020 на 19 узлах         |

Когда в начале 1916 года появился проект лидера типа «V» трудно было предположить, что этот корабль определит линию развития класса эсминцев на довольно продолжительный срок. Все последовавшие за ним в течение 20 лет корабли стали развитием этого удачно найденного типа: от серии к серии незначительно росло водоизмещение, размеры и мощность машин, но даже в построенных в середине тридцатых годов кораблях типа «I» легко узнавались черты родоначальника. Эсминцы типа «V» по праву могли считаться лучшими в своем классе: практически ни один из флотов мира не располагал в годы Первой Мировой войны подобными кораблями. И хотя по отдельным показателям «V» могли уступать своим зарубежным современникам, кажущееся превосходство последних достигалось, как правило, ценой снижения мореходности, дальности плавания, ухудшения обитаемости. По сбалансированности основных элементов британские корабли оставляли позади себя американские «четырехтрубники», русские «новики» и германские «большие миноносцы», не говоря уже о японских, французских и итальянских эскадренных миноносцах. Правило не было бы правилом, если бы не было небольшого исключения: им были германские «уничтожители» — немецкий вариант «Новика», но их было мало и хотя они были на равных с типом «V», они всё же уступали «модифицированному W».
После завершения в 1926 году строительства «Амазона» и «Амбэскейда», созданных на основе типа «Модифицированный W», в течение продолжительного времени проходили сравнительные испытания.
За «Amazon» и «Ambuskade» (экспериментальными эсминцами) последовала огромная серия из 77 единиц, которые строились в период с 1925 по 1937 годы, в нескольких незначительно отличающихся сериях.
Девять серий английских эсминцев, входивших в программы 1927—1936 гг., обладая схожими характеристиками, является увеличенным повторением эсминцев Первой мировой, типа «V», с усиленным торпедным вооружением. Можно утверждать, что, начиная с «Valentine» (1916) и до «Ivanhoe» (1936), в конструкцию английских эсминцев не вносилось принципиальных изменений. Британцы ограничились десятью водонепроницаемыми поперечными переборками, отказались от двойного дна и продольных водонепроницаемых переборок, что позволяло иметь машинные и котельные отделения увеличенных размеров. Между хорошим разделением на водонепроницаемые отсеки и удобством обслуживания машинной установки они выбрали последние. В 1935 г. для кораблей большинства европейских стран с преимущественным торпедным вооружением, после перехода турбинных установок от насыщенного пара в 18 атм. (характерному для Первой мировой) к перегретому пару в 27 атм. с температурой 360° С, удельный вес машинной установки уменьшился. На британских кораблях продолжали использоваться турбинные установки с давлением 21 атм. и температурой перегретого пара 327° С. Правда на американских эсминцах удельная масса, несмотря на сильно разнящиеся параметры силовых установок, была в среднем больше и больше зависела от наличия или отсутствия турбин крейсерского хода, чем от параметров пара. До 1933 года электросварка на английских эсминцах не применялась. Впервые она была применена на типе F, но в весьма ограниченном объёме.
При установлении водоизмещения для серий «G» и «Н» английское Адмиралтейство после продолжительной постройки эсминцев в 1375 т вновь вернулось к водоизмещению 1350 т. Уменьшение стандартного водоизмещения на 25 т повлекло за собой уменьшение длины корабля на 1,5 м, понижение мощности на 2000 л. с. и проектной скорости хода на 0,5 узла. Уменьшился также и запас топлива до 465 дл. т.
Артиллерийское и торпедное вооружение оставалось без изменения. Была объявлена скорость хода 35,5 узлов. В действительности эти эсминцы при стандартном водоизмещении развивали 36-37 узлов.
Английские источники обращали внимание на удобство оборудования HMS Impulsive из серии «I» и однотипных с ним кораблей в бытовых условиях, хорошую вентиляцию, большие запасы провизии, боеприпасов, топлива, позволяющие кораблю совершать длительное плавание вдали от баз. Главным их недостатком было то, что строившиеся на протяжении двух десятилетий эсминцы имеют слишком незначительный запас водоизмещения для установки более эффективного и, соответственно, тяжёлого зенитного вооружения, и установки нового противолодочного вооружения. Выходом стал демонтаж части штатного вооружения. Большая часть в 1941-43 годах были перестроены для несения конвойной службы в Атлантике, в условиях которой кораблям эскорта приходилось выходить в атаки на подводные лодки противника не один и не два раза, для чего требовался запас не менее 70 глубинных бомб.
| Тактико-технические элементы британских стандартных эсминцев |                                   |                                   |                                   |                                   |                                   |                                   |                                   |
| Тип                                                          | «A»                               | «B»                               | «C и D»                           | «E и F»                           | «G и H»                           | «I»                               | «Duncan»                          |
| Построено единиц                                             | 8                                 | 8                                 | 12                                | 16                                | 16                                | 8                                 | 1                                 |
| Размерения Д×Ш×О, м                                          | 98,4×9,9×3,73                     | 98,4×9,8×3,73                     | 100,28×10,0×3,78                  | 100,28×10,1×3,81                  | 98,45×10,1×3,78                   | 98,45×10,1×3,80                   | 100,28×10,0×3,78                  |
| Водоизмещение, стандартное/полное, дл. т                     | 1337/1747                         | 1360/1815                         | 1375/1920                         | 1390/1940                         | 1340/1880                         | 1370/1920                         | 1422/1973                         |
| Артиллерия ГК                                                | 120-мм/45 — 4×1                   | 120-мм/45 — 4×1                   | 120-мм/45 — 4×1                   | 120-мм/45 — 4×1                   | 120-мм/45 — 4×1                   | 120-мм/45 — 4×1                   | 120-мм/45 — 4×1                   |
| Зенитная артиллерия                                          | 40-мм/40 — 2×1                    | 40-мм/40 — 2×1                    | 76-мм — 1×1 40-мм/40 — 2×1        | 12,7-мм — 2×4                     | 12,7-мм — 2×4                     | 12,7-мм — 2×4                     | 76-мм — 1×1 40-мм/40 — 2×1        |
| Торпедное вооружение                                         | 2 × 4 — 533-мм                    | 2 × 4 — 533-мм                    | 2 × 4 — 533-мм                    | 2 × 4 — 533-мм                    | 2 × 4 — 533-мм                    | 2 × 5 — 533-мм                    | 2 × 4 — 533-мм                    |
| Противолодочное вооружение                                   | 6 ГБ                              | 15 ГБ                             | 6 (тип «С») или 20 (тип «D») ГБ   | ГЛ «Асдик», 20 ГБ                 | ГЛ «Асдик», 20 ГБ                 | ГЛ «Асдик», 20 ГБ                 | 20 ГБ                             |
| Энергетическая установка: состав, мощность, масса            | ПТ, 3 ПК, 34 300 л. с., 505 дл. т | ПТ, 3 ПК, 34 000 л. с., 505 дл. т | ПТ, 3 ПК, 36 000 л. с., 509 дл. т | ПТ, 3 ПК, 36 000 л. с., 525 дл. т | ПТ, 3 ПК, 34 000 л. с., 490 дл. т | ПТ, 3 ПК, 34 000 л. с., 490 дл. т | ПТ, 3 ПК, 36 000 л. с., 509 дл. т |
| Максимальная скорость, узлов                                 | 35                                | 35                                | 36                                | 35,5                              | 35,5                              | 35,5                              | 36                                |
| Запас топлива, т                                             | 386                               | 396                               | 480                               | 480                               | 477                               | 477                               | 470                               |
| Дальность плавания, морские мили                             | 4800 на 15 узлах                  | 4800 на 15 узлах                  | 5870 на 15 узлах                  | 6350 на 15 узлах                  | 5530 на 15 узлах                  | 5530 на 15 узлах                  | 5579 на 15 узлах                  |
| Экипаж, чел.                                                 | 138                               | 138                               | 145                               | 145                               | 145                               | 145                               | 175                               |

Причина длительного нежелания Адмиралтейства увеличивать размеров лежала в экономической плоскости, британцы относилось к этому классу кораблей как к «расходному» материалу и поэтому одним из главных требований к ним была минимальная стоимость, позволяющая построить наибольшее число единиц. Строительство небольших и относительно недорогих эсминцев «стандартного» типа позволяло Адмиралтейству при наименьших затратах обеспечивать пополнение флота новыми боевыми единицами в условиях урезанного бюджета.

## Комментарии
1. ↑  Данные по вооружению на момент ввода в строй
2. ↑  В конвее данные отличаются
3. ↑  В конвее даны радиусы действия 3100 мили на 10 узлах, и 1900 на 25.